# Seppe Odeyn
Seppe Odeyn (Leuven, 20 maart 1987) is een Belgisch duatleet en triatleet. Hij is vooral bekend om zijn wereldtitels in de duatlon die hij in 2016 en 2021 veroverde in het Zwitserse Zofingen. Ook neemt hij deel aan wielerwedstrijden voor elite zonder contract, mountainbikewedstrijden, hardloopwedstrijden en triatlons.

## Levensloop
Odeyn won in 2013 voor het eerst De Hel van Kasterlee. In 2022 won hij deze wedstrijd voor de tiende keer op rij.
In 2016 werd Odeyn wereldkampioen duatlon in Zofingen. Drie jaar later won hij de 'Powerman van Griekenland'. Nog een jaar later kwam hij als eerste over de meet tijdens de 'Powerman van Portugal'.
Op 9 mei 2020 'everestte' hij de Sigarenberg in Winksele door deze helling 239 keer te beklimmen met een fiets voor een totaal van 8890 hoogtemeters, wat ongeveer evenveel is als de top van de Mount Everest. Op 22 november 2020 liep hij 150 km over de GR-route in het Hageland. Hij deed hier in totaal 14 uur en 9 minuten over, wat overeenkomt met een snelheid van meer dan 10 km per uur.
Op 18 juli 2021 won Odeyn de Power Duatlon in Aarschot, dit met meer dan vijf minuten voorsprong op de nummer twee. Op 19 september 2021 werd hij voor de tweede keer wereldkampioen duatlon in Zofingen.
Op 20 april 2022 nam hij deel aan De Container Cup op Play4, waar hij een duel won tegen triatleet Jelle Geens. Hij werd ook 2de in het eindklassement van dat seizoen. Samen met Robrecht Paesen presenteert Odeyn de podcast De Jogclub, waarin zij allerlei onderwerpen uit de sport bespreken, vaak met een gast uit de sportwereld. Op 26 maart 2022 werd de 58 kilometer lange mountainbikeroute Seppe Odeyn in Herent geopend. Op 18 april 2022 deed hij deze zelf al lopend.